# توم كالفين
توم كالفين (بالإنجليزية: Tom Calvin)‏ هو لاعب كرة قدم أمريكية أمريكي، ولد في 13 يونيو 1926 في آثنز في الولايات المتحدة.

## وصلات خارجية
- توم كالفين على موقع مرجع كرة القدم المحترفة.كوم (الإنجليزية)